# Paxí
Paxí (görög írással Παξοί) vagy Paxósz sziget Görögországban, Korfutól 11, Párga városától 20 kilométerre. 10 kilométer hosszú, 4 kilométer széles, területe 19 km². Lakossága 2300 fő, fővárosa Gáiosz. A szigetet csak komppal, illetve hajóval lehet megközelíteni, repülőtere nincs. Jellemzőek rá az olajfaligetek, sziklák, víz alatti barlangok, kicsiny öblök. A név a görög nyelvben többes számú, eredetileg Paxósz és Antípaxosz szigeteinek együttes neve, de ma már az egykori Paxoszt is így nevezik a görögök.

## Története
Paxí szigete valamikor Korfu része volt. Poszeidón (a tenger istene) egy nyugodt helyet keresett, ahol a szeretett Amphitritével lakhat. Ebből az okból a hatalmas hármasfog legdélibb részét leválasztotta, melyet ma Paxosz néven ismerünk. Másik mítosz szerint Poszeidón hazatérésekor Korfuról Leukadiára a tenger habjaiból szigetet hozott létre, hogy itt megpihenhessen és ez lett Paxosz (ógörög), a mai Paxí.

## Adatok
Paxít a végtelen olajfa-ligetek szigetének is hívják. Nyugati része, a keletivel ellentétben, barlangokkal és éles sziklákkal van tele. A sziget fővárosa Gáiosz, mely Szent Gaius után kapta nevét. A várost két kicsi sziget védi, Ájosz Nikólaosz és Panagía.
A sziget lakossága nagyrészt a turistákból él, valamint az olívaolaj-termesztésből és a halászatból. A főváros kikötője igazi tengerparti hangulatot nyújt a turisták számára. Csak egy szálloda van a városban, azonban minden második házban vannak kiadó szobák a kirándulók részére. Az év legfontosabb ünnepe június 29-e (Szent Péter és Szent Pál napja), ekkor a szentek tiszteletére körmenet indul a szigeten.

## Antípaxosz
Antípaxosz egy pici sziget Paxíhoz közel. A turisták itt csak rövid időt töltenek el, szállodák nincsenek, bár van pár magánház, ahol egy-egy szobát kiadnak az érdeklődők számára. Mindössze 120 lakosa van a szigetnek, akik halászatból, földművelésből tartják fent magukat. Paxosz fővárosából hajóval juthatunk el a szigetre.

## Környező szigetek
- Antípaxosz
- Ájosz Nikólaosz
- Panagía
- Láka
- Longósz

## Külső hivatkozások
- https://web.archive.org/web/20110605015325/http://www.invia.hu/gorogorszag/paxi-szigete/
- http://www.hellasz.hu/forum/viewtopic.php?t=152